# Łomnicki Kopiniaczek
Łomnicki Kopiniaczek (słow. Lomnický zub) – drobna turnia w górnym fragmencie południowej grani Łomnicy w słowackiej części Tatr Wysokich. Na północy graniczy z kopułą szczytową Łomnicy, od której oddziela go Łomnicka Szczerbinka, natomiast na południu od Łomnickiego Mniszka jest oddzielony Wyżnim Łomnickim Karbem. Turnia ma charakter zęba skalnego.
Turnia jest wyłączona z ruchu turystycznego. Od strony wschodniej Łomnicki Kopiniaczek się nie wyróżnia, natomiast od zachodu opada z niego ściana o charakterze wielkiej płyty, kończąca się w okolicy Trawnika pod Żółtymi Plamami. W dolnej części tej ściany wyróżnia się przewieszony fragment, w którym znajdują się ogromne Żółte Plamy – formacja charakterystyczna dla zachodniej ściany Łomnicy. Najdogodniejsza droga dla taterników prowadzi na Łomnickiego Kopiniaczka południową granią z Wyżniego Łomnickiego Karbu, możliwe jest też wejście na niego trudną drogą ze Żlebu Téryego przez Depresję Dorawskiego.
Pierwsze wejścia:
- letnie – Wincenty Birkenmajer, 8 czerwca 1930 r.,
- zimowe – Valerian Karoušek i Jaroslav Sláma, 11 kwietnia 1952 r.[2]